# بیسنته فوکس
 بیسنته فوکس کِسادا  (اسپانیایی: Vicente Fox Quesada‎؛ زاده ۲ ژوئیهٔ ۱۹۴۲) یک سیاست‌مدار و بازرگان اهل مکزیک است که بین سال‌های ۲۰۰۰ تا ۲۰۰۶ به‌عنوان ۶۲مین رئیس‌جمهور مکزیک خدمت کرده است. وی همچنین از سال ۱۹۹۵ تا ۱۹۹۹ فرماندار گوآناخوآتو بود. او اولین رئیس‌جمهور مکزیک از سال ۱۹۲۹ بود که از حزبی به غیر از حزب انقلابی نهادی انتخاب شده بود.